# Корякский язык
Коря́кский язы́к — язык коряков, относящийся к чукотско-камчатской семье палеоазиатских языков.
Варианты наименования корякского языка, принятые в 1930-е — 1940-е годы — «коряцкий», «нымыланский». Последнее наименование было введено из-за его благозвучности, с точки зрения русских работников Учебно-педагогического издательства, по сравнению с наименованием «корякский». Нымыланами (от нымным «селение») называют оседлых коряков, в отличие от чавчувенов (чавʼчывав) — кочевых коряков-оленеводов. Нымылан не является самоназванием; оседлые коряки называют себя по наименованию селения: вʼэемлелгʼу — «лесновцы», ӄаяӈынылгʼу — «карагинцы», элутэлгʼу — «алюторцы».
Происхождение наименования «коряк», общего для всей народности, неясно. Одна из этимологий: ӄорак означает «у оленей» (от ӄойаӈа, ӄораӈа — «олень»).
В 1930-е годы зародилась корякская литература, получившая своё дальнейшее развитие в 1970-е годы.

## Распространённость

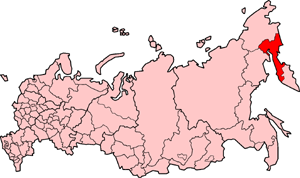
Корякский округ Камчатского края на карте России

Коряки расселены на севере полуострова Камчатка и части прилегающего материка. В 1930 году был создан Корякский национальный округ, преобразованный в Корякский автономный округ (КАО). В КАО входили четыре района: Тигильский, Пенжинский, Олюторский и Карагинский. Административным центром КАО являлся посёлок городского типа Палана. 1 июля 2007 года Камчатская область и Корякский автономный округ объединились в Камчатский край. Расселение коряков можно считать компактным.
Численность коряков, по переписи 1989 года, была 9242 человека. По данным переписи 2010 года, корякский язык считают родным 2191 (27,7 %), по переписи 1989 года — 4847 (52,4 %) коряков. По данным переписи 1959 года, корякский язык считали родным 99,6 % коряков.
Абсолютное большинство коряков хорошо владеет русским языком. Корякский язык функционирует, главным образом, в сфере традиционной хозяйственной деятельности коряков-оленеводов. Корякским языком (как правило, чавчувенским диалектом) владеют в той или иной степени некоторые соседствующие с коряками чукчи, ительмены и эвены.
На корякском языке частично выходила газета «Народовластие». По состоянию на 2012 год корякские странички регулярно печатаются в газете «Абориген Камчатки».

## Письменность
Корякский язык входит в число младописьменных языков. Письменность для корякского языка была создана в 1931 году. Первый алфавит корякского языка основывался на латинице. В 1937 письменность переведена на кириллицу — использовались все буквы русского алфавита, а также знак Н’ н’. В 1950-е годы алфавит был реформирован и принял современный вид:
| А а | Б б | В в | Вʼ вʼ | Г г | Гʼ гʼ | Д д | Е е |
| Ё ё | Ж ж | З з | И и   | Й й | К к   | Ӄ ӄ | Л л |
| М м | Н н | Ӈ ӈ | О о   | П п | Р р   | С с | Т т |
| У у | Ф ф | Х х | Ц ц   | Ч ч | Ш ш   | Щ щ | Ъ ъ |
| Ы ы | Ь ь | Э э | Ю ю   | Я я |       |     |     |

В основу письменности был положен чавчувенский диалект. Этот выбор объяснялся тем, что по-чавчувенски говорят коряки-оленеводы на всей территории округа. Оленеводы-чавчувены по численности превышали любую другую группу.
Первый корякский букварь был создан С. Н. Стебницким. В 1930-е издавались учебники для начальной школы, художественная оригинальная и переводная литература. Был переведён на корякский язык и текст Конституции СССР. Издание литературы на корякском языке было на десятилетия прервано в годы Великой Отечественной войны и послевоенные годы, так же как и исследование корякского языка.
С введением письменности корякский язык расширил свои функции. В школах Корякского округа корякский язык преподаётся как предмет. Издаётся учебная и художественная литература, публикуются фольклорные произведения. Регулярно ведутся радио- и телепередачи. Газет на корякском языке в настоящее время не издаётся.
Для младописьменного корякского языка не выработаны нормы, которые характеризуют языки с развитой литературой. Существование письменности, обучение в школе, повышение мотивации к овладению корякского языка оказывают постепенно нормирующее влияние на письменность. В период, предшествующий развитому двуязычию, чавчувенский диалект, на котором говорили коряки-оленеводы на всей территории расселения коряков, обнаруживал некоторые наддиалектные черты. В настоящее время средством междиалектного общения часто является русский язык. Язык фольклора не отличается от разговорного, хотя имеет свои стилистические особенности и, как правило, передаётся на диалекте рассказчика. Фольклор послужил основой создания первых литературных произведений на корякском языке.
Обучение в школе включает преподавание корякского языка. Овладение корякским языком начинается в детских дошкольных учреждениях. Преподавателей корякского языка готовят в Корякском педучилище и Институте народов Севера РГПУ им. А. И. Герцена в Санкт-Петербурге. В окружном центре работает Институт усовершенствования учителей.

## Диалекты
В литературе упоминаются 11 корякских диалектов — чавчувенский язык, карагинский, апукинский язык, алюторский (олюторский), паланский (палланский, лесновский), кахтанинский язык, рекинниковский язык, каменский язык, итканский язык, пареньский язык, гижигинский язык. С. Н. Стебницкий относил к диалектам корякского языка и керекский (кэрэкский) язык. В настоящее время в КАО основными диалектами являются чавчувенский, паланский, алюторский, карагинский. Однако уже начиная со [Скорик, 1968] лингвисты выделяют алюторский как отдельный язык.
В основу классификации корякских диалектов положен признак соответствия звуку [й] в якающих диалектах (к якающим относится и чавчувенский) звуков [т], [р] в такающе-ракающих диалектах: чавчувенское йайаӈа, апукинское йайаӈа, алюторское рараӈа, палланское рараӈа, карагинское рараӈа (ср. чук. йараӈы) «дом»; чавч. йайол, апук. йайол, алют. татул, пал. таттол, караг. татол «лиса» (чук. ятъёл).
Некоторые употребительные слова полностью совпадают в диалектах: вʼала «нож» (чавч., караг., пал., алют.) и далее в тех же диалектах: мимыл «вода», милгын «огонь», мыгмыг «волна», ынныын «рыба», ӄэтаӄэт «кета», пиӈпиӈ «зола», лиглиг «яйцо». Наряду с этим есть лексические расхождения: чавч. кмин, ыпиль, караг. ненег, уп, пал. унюнюпи «ребёночек»; чавч. калал, караг. ассуас, пал. ачуач «горбуша»; чавч. гʼаткэн,, карат. нынырхак,, пал. нынакк, ин «плохой»; в большинстве слов, сопоставляемых по диалектам, обнаруживаются звуковые соответствия: чавч. йайатык и алют. таратык «уронить»; чавч. ӈыток и алют. ӈытукки «выходить»; чавч. пэлак и алют. пилак «оставить»; чавч. эчги и алют. асги «сегодня».
Различия в склонении существительных сводятся, в основном, к различной группировке локативных падежей. В паланском и карагинском нет форм двойственного числа, чавчувенский же регулярно образует соответствующие формы.
В чавчувенском, апукинском, рекинниковском настоящее время глагола выражается циркумфиксом ку-/ко-…-ӈ, в паланском, алюторском, карагинском же показатель настоящего времени — -ткын (ср. чук. -ркын).
Несмотря на некоторые затруднения в общении, между говорящими на разных диалектах сохраняется понимание в той мере, которая диктуется общей нормой. У коряков, говорящих на разных диалектах, существует понимание этнического единства и принадлежности к общему языковому коллективу.
По-чавчувенски говорят коряки-оленеводы на всей территории округа. Описывая апукинский диалект корякского языка, С. Н. Стебницкий отмечает, что апукинцы составляют «не более 4 % всех коряков».

## Внешнее влияние
Контакты с народами, близкими по языку и культуре (чукчи) или по культуре (эвены), отразились в небольшом количестве лексических заимствований, направление которых не всегда точно определено.
Корякско-русские контакты дали целые пласты лексических заимствований. С потоком заимствованных слов, входящих в корякский язык как при устном общении, так и через письменность в процессе школьного обучения, усваиваются звуки, которые не встречаются в диалектах корякского языка: б, д, ж, з, щ, ц: бригада, библиотека, дробь (математическая; ср. тропья — ружейная дробь), журнал, газета, знамя, рыбозавод, овощи, цифра.
Влияние русского языка на грамматический строй корякского языка сказывается в области синтаксиса — развиваются и возрастают количественно сложные предложения. Калькируются некоторые синтаксические конструкции. Послелоги по аналогии с русскими предлогами начинают употребляться как приставки: чеймык вʼэемык, камлэлыӈ уттык, явал гымык, ср. исконный порядок вʼэемык чеймык «рядом с рекой, у реки», уттык камлэлыӈ «вокруг дерева», гымык явал «за мной, позади меня». При небрежном переводе с русского употребляются иногда формы множественного числа вместо двойственного: мынго «руки» вместо мынгыт, тигу «лыжи» вместо тигыт «лыжи (двойственное число)». В разговорной речи такая замена не встречается. Основы грамматического строя не были затронуты влиянием русского языка.

## Фонология

### Согласные
|          |           | Губно-губные | Губно-зубные | Переднеязычные | Среднеязычные | Заднеязычные | Увулярные | Фарингальные |
| -------- | --------- | ------------ | ------------ | -------------- | ------------- | ------------ | --------- | ------------ |
| Шумные   | Взрывные  | [p] ⟨п⟩      |              | [t] ⟨т⟩        | [c] ⟨ть⟩      | [k] ⟨к⟩      | [q] ⟨ӄ⟩   |              |
| Шумные   | Аффрикаты |              |              |                | [tʃ] ⟨ч⟩      |              |           |              |
| Сонорные | Щелевые   | [w] ⟨вʼ⟩     | [ʋ] ⟨в⟩      | [j] ⟨й⟩        |               | [ɣ] ⟨г⟩      |           | [ʕ] ⟨гʼ⟩     |
| Сонорные | Носовые   | [m] ⟨м⟩      |              | [n] ⟨н⟩        | [ɲ] ⟨нь⟩      | [ŋ] ⟨ӈ⟩      |           |              |
| Сонорные | Боковые   |              |              | [l] ⟨л⟩        | [ʎ] ⟨ль⟩      |              |           |              |
| Сонорные | Дрожащие  |              |              | [r] ⟨р⟩        |               |              |           |              |

Дополнительно существует [ʔ], не имеющий статуса фонемы.
Согласные [ɣ] ⟨г⟩ и [ʕ] ⟨гʼ⟩, формально являясь шумными звонкими, в системе корякского языка входят в состав сонорных (сонантов).

### Гласные
|         | Передние | Средние | Задние  |
| ------- | -------- | ------- | ------- |
| Верхние | [i] ⟨и⟩  |         | [u] ⟨у⟩ |
| Средние | [e] ⟨э⟩  | [ə] ⟨ы⟩ | [o] ⟨о⟩ |
| Нижние  |          | [a] ⟨а⟩ |         |

Звук [ə] ⟨ы⟩ не имеет статуса фонемы.

### Ударение
В подавляющем большинстве случаев ударение в двусложных словах падает на первый слог. В то же время в двусложных словах, образованных редупликацией корневой морфемы на слух определить ударение бывает весьма сложно. В словах, где более 2 слогов, характерно помещать ударение на предпоследний слог (имеются исключения). Таким образом, ударение не фиксируется на каком-либо слоге основы, а сдвигается при изменении слова. В словах, имеющих более 4 слогов, относительно равномерно чередуются ударные и безударные слоги.
Редукция гласных в безударном слоге невелика — и в ударном, и в безударном слоге они сохраняют свои качества.

## Морфология
Корякский язык относится к языкам агглютинативного типа. В каждом корякском слове выделяется корневая и аффиксальная морфема (обычно несколько). Аффиксальные морфемы имеют несколько функций: уточнение, дополнение или преобразование главного лексического значения слова; выражение грамматических категорий; синтаксическая связь слова с другими словами предложения.

### Словообразование
Как и в других чукотско-камчатских языках, в корякском часто используется явление редупликации корня слов. Этим способом образовано значительное количество имён существительных. Повтор корневой морфемы может быть как полным, так и неполным. Примеры: гилгил («льдина»), вэтвэт («работа»), вилвил («цена, плата»), гʼылгʼыл («снег»), кыткыт («наст»), нымным («селение»), мыгмыг («волна»), тилтил («крыло»), томтом («хвоя»), чольчоль («соль»), гʼичгʼич («капля») и др. Примерами слов с неполной редупликацией могут служить: алаал («лето»), вʼунэвʼун («кедровая шишка»), гийигий («лестница)», ипиип («пар, дым»), йиттыйит («морошка»), кымгыкым («блоха»), кыччакыч («пена»), тимитим («плот»), энмыэн («скала») и др.
Иногда в корякском языке имеются слова с одним и тем же значением, образованные редупликацией и аффиксально, например: милгымил и милгын («огонь», «костёр»).
Важную роль в словообразовании играет также сложение двух основ, например: таӄлеваӈъян «пекарня» (от слов таӄлеваӈ-кы «печь хлеб» и я-яӈ-а «дом»); ынпыӄлавол «старик» (от слов н-ынпы-ӄин «старый» и ӄлавол «муж»); калитыник «вышивать» (от слов кали-кал «роспись» и тыник «шить»), вʼйитиӈу-н «вдох» (от слов вʼйи «воздух» и тиӈу «втягивать, тянуть»).
Характерно также то, что составные слова иногда становятся источником образования новых лексических единиц, например: гаймо лыӈык «желать», гаймо лыӈгыйӈык «желание».
Ряд широкоупотребительных морфем корякского языка употребляется и как корневые, и как аффиксные.
Другой способ словообразования — аффиксация (в корякском характерно добавление как суффиксов, так и приставок). Примеры: почта-лгʼ-ын «почтальон»; корова-тгʼол «говядина»; нывэлы-ны «остановка». В корякском имеются различные деривационные суффиксы: уменьшительный суффикс -пиль/пэль (несёт также уменьшительно-ласкательный оттенок); увеличительный -нэӄу/наӄо и др. Примеры: яяӈа («дом») — яя-пэль («домик»); милут («заяц») — милютэ-пиль (зайчик), вʼала («нож») — вʼала-наӄо («большой нож») и др.
Суффикс -чг служит для образования существительных с пренебрежительным или отрицательным оттенком, например: милут («заяц») — милота-чг-ын («зайчишка»). Этот суффикс может входить также в личные имена для придания отрицательного оттенка.
Существительные, означающие самку животного образуются при помощи префикса ӈэв/ӈав-, например: коня («конь») — ӈавʼконя («кобыла»). Для образования существительных со значением «детёныш» животного используется префикс ӄай-, например: ӄайӈын («медведь») — ӄай-кайӈын («медвежонок»).

### Грамматическое число
В корякском выделяют единственное, множественное и двойственное числа. Числа фактически различают лишь в основной форме существительных, тогда как в падежных формах грамматическое число не выражается: гыйника («зверем», «двумя зверями» или «многими зверями»).

## История изучения
Довольно большой объём сведений о коряках и корякском языке был собран в 1740-е годы во время экспедиций С. П. Крашенинниковым, Г. В. Стеллером и Я. И. Линденау. В конце XIX века язык, фольклор и этнографию коряков изучали В. И. Иохельсон и В. Г. Богораз. В 1920-е — 1930-е годы изучением языка занимались ряд учёных-учеников Богораза: С. Н. Стебницкий, Г. М. Корсаков, Г. И. Мельников, И. С. Вдовин и другие. С 1950-х годов изучением корякского занимается А. Н. Жукова, издавшая ряд грамматических пособий, учебник корякского языка, словарь, материалы по диалектике. Работу по изучению корякской лексике продолжает В. Р. Дедык — ученица Жуковой. С 1978 по 1993 год исследованиями корякского занимался М. И. Попов.
Морфология и лексика корякского изучены довольно хорошо, синтаксис описан несколько менее полно. Не все диалекты описаны одинаково подробно.

### Общие описания
- Жукова А. Н. Корякский язык // Языки мира. Палеоазиатские языки. — М., 1997. — С. 39—53.
- Campbell G. L., King G. Koryak // Compendium of the World's Languages (англ.). — Taylor&Francis, 2013. — P. 885. — ISBN 9781136258466.

### Словари
- Корсаков Г. М. Нымыланско-русский словарь. — Л., 1939.
- Молл Т. А. Корякско-русский словарь. — Л., 1960.
- Жукова А. Н. Русско-корякский словарь. — Л., 1967.
- Жукова А. Н. Словарь корякско-русский и русско-корякский. — 2-е изд. — Л., 1989.
- Мудрак О. А. Этимологический словарь чукотско-камчатских языков. — М., 2000.
- Пронина Е. П. Учебный тематический словарь разговорной лексики корякского языка. — СПб., 2002.
- Пронина Е. П. Картинный словарь корякского языка. — СПб., 2003.

### Грамматика
- Жукова А. Н. Грамматика корякского языка. Фонетика и морфология. — Л., 1972.
- Жукова А. Н. Язык паланских коряков. — Л., 1980.
- Жукова А. Н. Корякский язык: Учебник для учащихся педагогических училищ. — Л., 1987.
- Стебницкий С. Н. Очерки по языку и фольклору коряков. — СПб.: Музей антропологии и этнографии РАН, 1994.
- Икавав М. Ф., Попов М. И. Корякский язык. — СПб.: Просвещение, 1994. — 159 стр.